# All-Ireland Senior Football Championship 1997
L'All-Ireland Senior Football Championship 1997 fu l'edizione numero 111 del principale torneo di calcio gaelico irlandese. Kerry batté in finale Mayo ottenendo la trentunesima vittoria della sua storia.
Fu la prima vittoria per la franchigia più titolata della competizione, dopo 11 anni.

## Campionati provinciali

### Munster Senior Football Championship

#### Quarti di finale
| 1997 | Limerick | 1-13 – 0-16 | Tipperary |  |

| 1997 | Tipperary | 1-17 – 2-08 | Limerick |  |

#### Semifinali
| 1997 | Kerry | 2-12 – 1-10 | Tipperary |  |

| 1997 | Clare | 2-13 – 1-14 | Cork |  |

#### Finale
| 1997 | Kerry | 1-13 – 0-11 | Clare |  |

### Leinster Senior Football Championship

#### Turno preliminare
| 1997 | Offaly | 0-08 – 0-08 | Westmeath |  |

| 1997 | Offaly | 1-14 – 0-07 | Westmeath |  |

#### Quarti di finale
| 1997 | Offaly | 1-17 – 0-08 | Wicklow |  |

| 1997 | Louth | 1-13 – 1-10 | Carlow |  |

| 1997 | Laois | 1-07 – 1-11 | Kildare |  |

| 1997 | Meath | 1-13 – 1-10 | Dublin |  |

#### Semifinali
| 1997 | Offaly | 1-10 – 0-11 | Louth |  |

| 1997 | Kildare | 1-09 – 0-12 | Meath |  |

| 1997 | Kildare | 3-17 – 2-20 A.E.T. | Meath |  |

| 1997 | Meath | 1-12 – 1-10 | Kildare |  |

#### Finale
| 1997 | Offaly | 3-13 – 1-15 | Meath |  |

### Ulster Senior Football Championship

#### Turno preliminare
| 1997 | Down | 2-09 – 0-15 | Tyrone |  |

| 1997 | Down | 1-11 – 3-08 | Tyrone |  |

#### Quarti di finale
| 1997 | Cavan | 1-12 – 1-12 | Fermanagh |  |

| 1997 | Donegal | 2-12 – 1-13 | Antrim |  |

| 1997 | Monaghan | 2-08 – 1-11 | Derry |  |

| 1997 | Tyrone | 1-12 – 0-12 | Armagh |  |

| 1997 | Cavan | 0-14 – 0-11 | Fermanagh |  |

| 1997 | Monaghan | 0-11 – 2-15 | Derry |  |

#### Semifinali
| 1997 | Cavan | 2-16 – 2-10 | Donegal |  |

| 1997 | Tyrone | 2-03 – 2-15 | Derry |  |

#### Finale
| 1997 | Cavan | 1-14 – 0-16 | Derry |  |

### Connacht Senior Football Championship

#### Quarti di finale
| 1997 | Mayo | 1-16 – 0-15 | Galway |  |

| 1997 | Leitrim | 2-18 – 1-13 | London |  |

#### Semifinali
| 1997 | Mayo | 0-18 – 0-11 | Leitrim |  |

| 1997 | Sligo | 1-14 – 1-11 | Roscommon |  |

#### Finale
| 1997 | Mayo | 0-11 – 1-07 | Sligo |  |

## Semifinali
| Dublino 24 agosto 1997 | Cavan | 1-10 – 1-17 | Kerry | Croke Park (60072 spett.) |

| Dublino 31 agosto 1997 | Mayo | 0-13 – 0-07 | Offaly | Croke Park (65369 spett.) |

### Finale
| Dublino 28 settembre 1997, ore 15:30 BST | Kerry | 0-13 – 1-07 | Mayo | Croke Park (65601 spett.) |